# Olympische Jugend-Sommerspiele 2014/Teilnehmer (Mauritius)
| Gelbes Symbol für Goldmedaillen mit stilisierten Olympischen Ringen | Graues Symbol für Silbermedaillen mit stilisierten Olympischen Ringen | Braundes Symbol für Bronzemedaillen mit stilisierten Olympischen Ringen |
| ------------------------------------------------------------------- | --------------------------------------------------------------------- | ----------------------------------------------------------------------- |
| —                                                                   | —                                                                     | —                                                                       |

Die Jugend-Olympiamannschaft aus Mauritius für die II. Olympischen Jugend-Sommerspiele vom 16. bis 28. August 2014 in Nanjing (Volksrepublik China) bestand aus vier Athleten.

## Athleten nach Sportarten

### Leichtathletik
Jungen
- Jean Lozereau
100 m: DNS (Finale)
8 × 100 m Mixed: 23. Platz

### Radsport
Mädchen
- Kimberley Le Court de Billot
- Milena Line Wong Wing Wah
Kombination: 17. Platz
Mixed: 25. Platz (mit  Namibia)

### Schwimmen
Mädchen
- Élodie Poo Cheong
50 m Schmetterling: 25. Platz
100 m Schmetterling: 23. Platz